# 天水圍 Gang Gang
天水圍 Gang Gang（又稱天水圍驚驚）是香港獨立饒舌歌手組合光頭幫和Billy Choi合作創作的一首單曲，於2020年1月27日作數位發行。

## 簡介
2020年，獨立饒舌歌手Billy Choi與同樣在自小在天水圍長大的友好團隊光頭幫合作製作嘻哈音樂，並提出以天水圍為歌曲主題。天水圍 Gang Gang的副曲出自光頭幫成員鄧東成（East City）的一段陷阱音樂節奏，並由Billy Choi和光頭幫成員一起創作以天水圍為主題的饒舌歌詞。
2000年代初，天水圍新市鎮在八萬五建屋計劃下發展成一個「悲情城市」，不少年輕人游走在反叛和學壞之間。歌詞記錄這群青年人在成長過程中所經歷的友情和生活。歌詞串連天水圍多個當區年輕人的聚腳熱點，包括新北江商場、「大七」（新北江的7-Eleven便利店）、「俊記」（俊宏軒的路邊商鋪）和銀座。除此以外，歌詞亦有提及不少次文化集體記憶，例如「壞過凱婷」潮文、子彈仔單車和共享單車等等。
由於歌詞涉及不少粗俗用語，因而未能在大眾媒體播放。2022年，光頭幫和Billy Choi獲邀到主流媒體ViuTV舉辦的Chill Club 推介榜年度推介表演，他們特意將此曲改編成潔淨版本獻唱。

## 音樂錄影帶
天水圍 Gang Gang的音樂錄影帶由光頭幫成員何圖執導，音樂錄影帶於夜深人靜的天水圍取景，光頭幫成員們與他們約40名好友出演小混混幫派，於輕鐵車箱、西鐵站樓梯上和升降機內聚集。

## 評價和反響
歌曲在YouTube發佈後，在短短兩個月內突破一百萬瀏覽次數，並在「YouTube香港2020十大熱門音樂影片」中排行第4。天水圍 Gang Gang成為光頭幫和Billy Choi的成名作品。直至目前，歌曲在YouTube的總瀏覽次數已接近六百萬。

## 歌曲列表
| 線上下載 串流媒體 | 線上下載 串流媒體 | 線上下載 串流媒體 |
| 曲序              | 曲目              | 时长              |
| ----------------- | ----------------- | ----------------- |
| 1.                | 天水圍 Gang Gang  | 2:58              |

## 製作團隊
資料來自天水圍 Gang Gang音樂錄影帶於YouTube的嗚謝名單。
- 作曲：光頭幫和Billy Choi
- 填詞：光頭幫和Billy Choi
- 節奏製作：鄧東成
- 音樂錄影帶導演：何圖
- 音樂錄影帶剪接：何圖
- 音樂錄影帶攝影指導：許日

## 資料來源
1. ↑  . Hypebeast. 2020-04-15  [2024-07-30]. （原始内容存档于2024-07-30）.
2. ↑  豬力標. . KKBOX. 2022-08-09  [2024-07-30]. （原始内容存档于2024-07-30） （中文（香港））.
3. ↑  . JET.com.hk. 2022-01-05  [2024-07-30]. （原始内容存档于2024-07-30） （中文（臺灣））.
4. ↑  . JET magazine. 2022-01-17  [2024-07-30].
5. ↑  關穎賢. . 香港01. 2022-04-24  [2024-07-30]. （原始内容存档于2023-10-03） （中文（香港））.
6. ↑  劉傳謙. . 香港01. 2020-12-09  [2024-07-30]. （原始内容存档于2024-07-30） （中文（香港））.